# ハイヒールCOP
『ハイヒールCOP』（ハイヒールコップ）は、大和和紀のコメディー漫画。「講談社コミックスKiss」より全5巻と『新・ハイヒールCOP』全1巻が刊行（講談社漫画文庫版は3巻）。
ブランド品と5Eなオトコと犯罪者の検挙をこよなく愛する女性刑事・巡市子が活躍する、一話完結形式のコメディー漫画である。

## 主要登場人物
巡市子（めぐり いちこ）
主人公の女刑事。警視庁・本庁保安二課（麻薬課）の警部補。ブランド品と火酒をこよなく愛し、家事全般をこよなく嫌う。年齢は25〜50歳らしいが、作中で明確に語られることはなかった。人生目標は「5E」の男をゲットすること。しかし、その手に捕まえるのは、5Eの男ではなく、何故か犯罪者ばかり…。
山辺雄太（やまのべ ゆうた）
市子の甥（姉の子）。訛りの強い口調で喋る、14歳。両親と祖母を亡くした後、市子に引き取られる。祖母仕込みの家事の腕前はプロ級。やや老けた性格。市子のブランド品を片付けている内に、素晴らしい眼力を身につけるも、本人はブランドに興味なし。市子のことは実の叔母であるにもかかわらず、「市子サン」と呼ばされている。5Eにはほど遠い少年だが、市子との仲はとても良い。
アル
元麻薬探知犬。雌のシェパード。正式な名前は「アルフォンヌ・フォン・ルーベック号」。探知犬を引退後、仕事でよく顔を合わせ、懐いていた市子に引き取られる。引退して尚、その能力は衰えておらず、犯人検挙に手腕を振るう。注射が嫌い。
立石正雄（たていし まさお）
市子の20年来の幼馴染み。獣医。アルの注射なども請け負っているが、そのためにアルには嫌われている。市子のことを好いているが…。5Eの条件に関しては、マナーとセンスで大幅に減点されている。5人兄弟。競馬好き。

## サブキャラクター
作中に2度以上登場したサブキャラの5Eたち。
一竜政五郎（いちりゅう まさごろう）
通称「マサ」。暴力団「一竜会」の親分。ヤクザだけあって危険な性格だが、見事な5E。愛犬はサリー・小錦号。
駒田久（こまだ ひさし）
市子の元後輩。現在はデューダして「久美子」と名乗るミスターレディー。女の市子が「見事な女だ」と断言するほどの美しい5E。
ヴィトー・カロリオーネ
イタリア系マフィアのドン。少し年輩で渋い味わいの5E。ファミリー意識が強すぎるマザコンで、母親には逆らえない。
萩原達也（はぎわら たつや）
前科17犯の結婚詐欺師（赤サギ）ながら、時には5E。
島木善三（しまき ぜんぞう）
通称・ホトケのシマさん。市子の先輩になるが、事務仕事専門で外回りはほとんどしていない。刑事としての腕はないが、犯罪者の救いになっている、心の5E。
浜田巌（はまだ いわお）
神奈川県警配属の刑事。市子の同期。「ダンディー」を自称する自己完結型ナルシス5E。ワルサーP38に「不二子」と名付け、生涯の相棒とする。
風のジタン
プロの殺し屋。名前・年齢・国籍その他全てが不明。100の顔を持つと呼ばれる5E。

## 用語
5E
「容姿イイ・性格イイ・センスイイ・マナーイイ・頭イイ」の5つのイイ男(E男)の条件。これを満たさぬ限り、市子には男とは見なされない。
火酒（ウォッカ）
市子が毎晩飲む愛酒。本人曰く「酒ではない。火だ。色もなく匂いもなく、かぎりなく純粋なスピリッツ」とのこと。火酒のような真の男に出会うのが、彼女の夢…。
5D
「そうじDAME　洗たくダメ　料理ダメ　酒DAISUKI　浪費ダイスキ」な市子を指す言葉。立石のみが使用。
3N
「顔NAI　足ナイ　金ナイ」な男のこと。
0E
5Eの欠片もない男のこと。通称「オエ～」。

## サブタイトル
file1.唇に火酒
file2.ティファニーより愛をこめて
file3.哀愁の夜想曲
file4.それはZIPPOではじまった
file5.恋はETROのスカーフにのって
file6.走れ　エルメス！
file7.オイスターに眠れ
file8.シャネルで騙して
file9.ヴィトンに捧げるバラード
file10.ボルサリーノに赤い薔薇
file11.マイ・ファースト・ブランド
file12.アルマーニを君に
file13.黒水仙のマリア
file14.ルーキーにB.MAGLIを
file15.銀の雨dunhill
file16.中華街のヴァレンチノ
file17.さらばスイス・アーミー
file18.風のジタン
file19.時よ戻れLONGINES
file20.サンローランのマリエ
file21.王様のブルー
file22.マリア・カラスは眠れない
file23.人魚姫に赤のMAXを